# ستوبلو
ستوبلو صربی: Stublo) یک منطقهٔ مسکونی در صربستان است که در چایتینا واقع شده‌است. ستوبلو ۳۰٫۷۳ کیلومتر مربع مساحت و ۱۲۸ نفر جمعیت دارد و ۱٬۰۸۹ متر بالاتر از سطح دریا واقع شده‌است.